# Phantazoderus frenatus
Phantazoderus frenatus là một loài bọ cánh cứng trong họ Cerambycidae.